# Potamogetonaceae
Potamogetonaceae é uma das famílias de monocotiledônea  que pertencem á  ordem Alismatales. Amplamente distribuída (semicosmopolita), é composta por ervas perenes, aquáticas (lagos rios e outros hábitats de água doce) e são rizomatosas. Apresentam aproximadamente 6 gêneros e 110 espécies confirmados, sendo considerada uma das mais importantes famílias de  angiosperma de meio aquático, devido a sua contribuição como alimento e sua utilização por animais aquáticos (Christenhusz & Byng 2016).

## Características Morfológicas
- Raízes[2]

São do tipo rizomatosas
- Caule[2]

Apresentam feixes vasculares reduzidos, geralmente dispostos em anel, com cavidades de ar e podendo apresentar taninos. Pelos ausentes
- Folhas[2]

Alternas e Espiraladas ou Opostas
Laminares ou filiformes
Podem ter lâmina bem desenvolvida
Simples, inteira e com venação paralela ou com uma única nervura mediana invaginantes na base e separada da lâmina (parecendo com uma estípula)
Podem ser heteromórficas
Formas submersas e flutuantes
Apresentam duas ou mais pequenas escamas no nó (dentro da bainha).
- Flores[2]

Bixessuais
Inflorescências indeterminadas, terminais e axilares (espiciformes na superfície ou elevadas na lâmina d'água)
Aclamídeas
Apresentam um falso perianto tetrâmero, formado pelos apêndices tepalóides.
Androceu com 4 estames e o gineceu com 4 carpelos livres.
Fórmula Floral (sépalas, pétalas, estames, carpelos): [4,0,4,4]
Ovários súpero com placentação basal a apical
1 óvulo (anátropo a ortótropo)
1 Estigma truncado a captado
Grãos de pólen sem abertura (globoso)
Nectários ausentes
- Frutos[2]

Agregado de aquênios ou drupas.
Semente única e sem endosperma.

## Ocorrência no Brasil
- Regiões com ocorrência confirmada[3]:

Norte (Amazonas, Pará)
Nordeste (Alagoas, Bahia, Ceará, Paraíba, Pernambuco, Piauí)
Centro-oeste (Goiás, Mato Grosso do Sul, Mato Grosso)
Sudeste (Minas Gerais, Rio de Janeiro, São Paulo)
Sul (Paraná, Rio Grande do Sul, Santa Catarina)
- Domínios Fitogeográficos[3]:    Amazônia, Caatinga, Cerrado, Mata Atlântica, Pampa, Pantanal.

## Gêneros
- No Brasil[3]:

1. Potamogeton
2. Stuckenia
3. Zannichellia

- No Mundo[4]:

1. Althenia
2. Groenlandia
3. Lepilaena
4. Potamogeton
5. Stuckenia
6. Zannichellia

## Filogenia
Atualmente incluída em Alismatales, que é considerada uma ordem basal dentre as monocotiledôneas é o maior grupo monofilético de angiospermas de meio aquático, atualmente com 14 famílias. Sendo elas: Alismataceae Vent., Aponogetonaceae J. Agardh, Araceae Juss., Cymodoceaceae N. Taylor, Butomaceae Mirb,  Hydrocharitaceae Juss., Juncaginaceae Rich., Limnocharitaceae Takht. ex Cronquist, Posidoniaceae Hutch., Potamogetonaceae Rchb., Ruppiaceae Horan., Scheuchzeriaceae F. Rudolphi, Tofieldiaceae Takht. e Zosteraceae Dumort.